# Kallbach (Odenbach)
Der Kallbach ist ein knapp zwei Kilometer langer orographisch rechter Zufluss des Odenbaches in den rheinland-pfälzischen Landkreisen Donnersberg und Kusel.

## Verlauf
Der Kallbach entspringt im Naturraum Moschelhöhen des Nordpfälzer Berglandes in der gleichnamigen Flur auf einer Höhe von 282 m ü. NHN am nordöstlichen Fuße des Rothenberges (441,8 m). Seine Quelle liegt in einer landwirtschaftlich genutzten Zone gut zweihundert Meter südsüdwestlich der zur Verbandsgemeinde Nordpfälzer Land gehörenden Ortsgemeinde Seelen.
Der Bach fließt zunächst in Richtung Nordwesten durch stark mit Büschen und Bäumen bewachsenes Grünland und durchfließt dann nordwärts zwischen den Hängen des Rothenberges auf der linken Seite und des Buchenberges (402,1 m) auf der rechten einen unter Naturschutz stehenden Buchenmischwald. Etwa hundertfünfzig Meter bachabwärts verlässt er den Wald und läuft danach begleitet von spärlichem Bewuchs nordnordwestwärts durch Felder und Wiesen. In der Flur Bangert biegt er scharf nach Westen ab und fließt dann südlich eines kleinen Biotops mit Weißdorn-Schlehengebüsch durch ein geschütztes Röhricht.
Er wechselt nun die Grenze vom Donnersbergkreis nach dem Landkreis Kusel. Ab dort folgt ihm in seinem weiteren Lauf bis kurz vor seiner Mündung die Kreisstraße 43. Der Bach zwängt sich dann zwischen dem Gänsberg (349,6 m) im Norden und dem Rothenberg im Süden westsüdwestwärts durch das tiefe Kerbtal Gänsdell. Er wird dort von einem ufernahen Eschenwald begleitet, der bald darauf in einen Eichen-Buchenmischwald übergeht.
Zwischen dem zur Ortsgemeinde Niederkirchen gehörenden Wohnplatz  Bügenmühlerhof im Süden und der Ortsgemeinde Hefersweiler im Norden mündet der Kallbach schließlich innerhalb der Gemarkung Hefersweiler auf einer Höhe von 233 m von rechts in den aus dem Südsüdosten kommenden Odenbach.

## Daten
Der Kallbach hat ein Einzugsgebiet von 1,42 km² und entwässert sich über den Odenbach, den Glan, die Nahe und den Rhein in die Nordsee. Der Höhenunterschied von seiner Quelle bis zu seiner Mündung beträgt etwa 52 m, was bei einer Lauflänge von 1,8 km einem mittleren Sohlgefälle von 28,9 ‰ entspricht.

## Natur und Umwelt
In dem 13,6 ha großen Buchenmischwald westlich von Seelen wachsen Rotbuchen, Traubeneichen, Bergahorne und Waldkiefern und in der Krautschicht gedeihen dort Hainrispengräser, Waldzwenken und Weiße Hainsimsen. In dem 0,4 ha großen Biotop mit Weißdorn-Schlehen-Gebüsch wächst der Blaurote Hartriegel, der Schwarze Holunder, der Eingrifflige Weißdorn und die Gewöhnliche Schlehe sowie der Brombeer- und der Haselnussstrauch, außerdem kommen dort noch Stieleichen, Zwetschgen- und Süßkirschenbäume vor.
In dem südlich des Weißdorn-Schlehen-Gebüsches liegenden nur knapp 0,1 ha großen Röhricht kommt das Echte Mädesüß, die Gemeine Waldsimse und das Schilfrohr vor. Westlich davon stehen am Bachufer Silber- und Bruchweiden, Gemeine Eschen, Schwarzerlen, Schwarzpappeln sowie Schwarzer Holunder und Haselnusssträucher und unten am Boden gedeiht dort der Gundermann und die Große Brennnessel.
In dem sich anschließenden 1,0 ha großen bachbegleitenden Eschenwald stehen Eschen, Stieleichen, Schwarzerlen und Bergahorne sowie Stachelbeer-, Rote Johannisbeer-  und Haselnusssträucher. Unten am Boden können sich die Große Brennnessel, der Waldsauerklee, die Berggoldnessel, der Gundermann, der Stinkstorchschnabel, das Echte Mädesüß, das Große Hexenkraut und die Knoblauchsrauke sowie der Braunstielige Streifen-, der Spreuschuppige Wurm- und der Frauenfarn entfalten.